# Blei-Bismut-Eutektikum
Blei-Bismut-Eutektikum oder LBE (aufgrund des Englischen „lead“) ist eine eutektische Legierung von Blei (44,5 %) und Bismut (55,5 %), wird als Kühlmittel in einigen Kernreaktoren verwendet und ist ein mögliches Kühlmittel für den bleigekühlten Schnellreaktor, einen Kernreaktor der vierten Generation. LBE hat einen Schmelzpunkt von 123,5 °C (reines Blei schmilzt bei 327 °C, reines Bismut bei 271 °C) und hat einen Siedepunkt von 1670 °C.
Blei-Bismut-Legierungen mit 30 % bis 75 % Bismut haben alle Schmelzpunkte unter 200 °C. Legierungen mit zwischen 48 % und 63 % Bismut haben Schmelzpunkte unter 150 °C.
Während sich Blei beim Schmelzen leicht ausdehnt und Bismut leicht zusammenzieht, hat LBE beim Schmelzen eine vernachlässigbare Volumenänderung.

## Geschichte
Die sowjetischen U-Boote der Alfa-Klasse nutzten LBE als Kühlmittel für ihre Kernreaktoren.
In Russland verfügt man aufgrund der bisherigen Verwendung in WWER Leichtwasserreaktoren sowie dem SVBR-75/100 über Erfahrung mit dieser Legierung.
Gen4 Energy (ehemals Hyperion Power Generation), ein US-amerikanisches Unternehmen, das mit dem Nationalen Labor von Los Alamos zusammenarbeitete, kündigte 2008 Pläne zum Entwurf und zur Bereitstellung eines mit Urannitrid betriebenen Small Modular Reactors an, mit Blei-Bismut gekühlt und zur kommerziellen Erzeugung von Strom und Fernwärme sowie zur Meerwasserentsalzung. Der Reaktor mit der Bezeichnung Gen4-Module ist mit einer thermischen Leistung von 70 MW geplant und vom abgedichteten modularen Typ, der im Werk zusammengebaut und auf der Baustelle installiert wird; zur Nachbefüllung wird er in die Fabrik zurückgebracht.

## Eigenschaften
Im Vergleich zu auf Natrium basierenden flüssigen Metallkühlmitteln wie Natrium oder NaK weisen Kühlmittel auf Bleibasis deutlich höhere Siedepunkte auf. Dies bedeutet, dass ein Reaktor ohne die Gefahr eines Siedens des Kühlmittels bei viel höheren Temperaturen betrieben werden kann. Das verbessert den Carnot-Wirkungsgrad und kann die Wasserstoffproduktion durch thermochemische Prozesse ermöglichen.
Blei und LBE reagieren im Gegensatz zu Natrium und NaK auch nicht leicht mit Wasser oder Luft, die sich an der Luft spontan entzünden und explosionsartig mit Wasser reagieren. Dies bedeutet, dass Blei- oder LBE-gekühlte Reaktoren im Gegensatz zu natriumgekühlten Reaktoren keinen zwischengeschalteten Kühlmittelkreislauf benötigen, der die Leistung beeinträchtigt und höhere Kosten für ein Kraftwerk hervorruft.
Sowohl Blei als auch Bismut sind ebenfalls hervorragende Strahlungsschilde und blocken Gammastrahlung während sie gleichzeitig praktisch transparent für Neutronen sind. Im Gegensatz dazu bildet Natrium nach intensiver Neutronenstrahlung mit dem Isotop 24Na einen potenten Beta-Emitter mit einer Halbwertszeit von 15 Stunden. Dies erfordert einen erhöhten Strahlenschutz für den primären Kühlkreislauf.
Als schwere Kerne können Blei und Bismut als Spallation-Ziel für die Produktion von Nichtspaltungsneutronen eingesetzt werden, wie in der Transmutation von Abfall (siehe Accelerator Driven System als Verstärker).
Sowohl Kühlmittel auf Bleibasis als auch auf Natriumbasis haben den Vorteil relativ hoher Siedepunkte im Vergleich zu Wasser, so dass es nicht erforderlich ist, den Reaktor auch bei hohen Temperaturen mit Druck zu beaufschlagen. Dies erhöht die Sicherheit, da es die Wahrscheinlichkeit eines Kühlmittelverlusts verringert und als passive Sicherheit in den Planungen berücksichtigt ist.

## Einschränkungen
Blei und LBE-Kühlmittel wirken korrosiver auf Stahl als Natrium oder Wasser. Dies setzt aus Sicherheitsgründen eine Obergrenze für die Geschwindigkeit des Kühlmittelflusses durch den Reaktor voraus. Darüber hinaus können die höheren Schmelzpunkte von Blei und LBE (327 °C und 123,5 °C) zur Erstarrung des Kühlmittels führen und sind ein größeres Problem, wenn der Reaktor bei niedrigeren Temperaturen betrieben wird.
Unter Neutronenstrahlung neigt das im LBE-Kühlmittel vorhandene Isotop 209Bismut zu Neutroneneinfang und bildet durch Betazerfall den starken Alphastrahler 210Polonium. Das Vorhandensein des radioaktiven Polonium im Kühlmittel würde besondere Vorsichtsmaßnahmen gegen die Alpha-Kontamination erfordern, sowohl beim Befüllen des Reaktors als auch beim Umgang mit Bauteilen, die mit LBE in Berührung gekommen sind. Aufgrund des Siedepunktes von Polonium von 962 °C und der Entwicklung nennenswerter Anteile in der Gasphase schon darunter (Flüchtigkeit) kann Polonium im gasförmigen Zustand durch etwaige Lecks entweichen oder aber gezielt als Koppelprodukt aufgefangen und vermarktet werden. Zusätzlich zur bei jedem Kernreaktor auftretenden Nachzerfallswärme führt das 210Po auch zu zusätzlicher Wärmeentwicklung im Kühlmittel nach Abschalten des Reaktors (Größenordnung ~ 140 W/g 210Po).

## Einsatzgebiete
- Accelerator Driven System